# Ma'an News

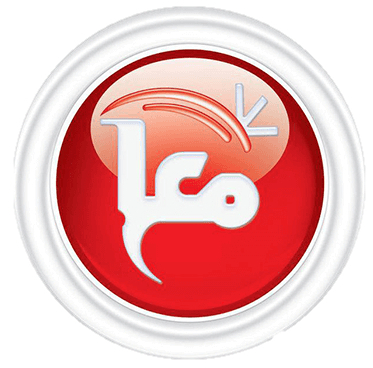
Logo

Ma'an News Agency (MNA)' is een in 2005 opgericht persbureau dat opereert vanuit de Palestijnse Gebieden (de Westelijke Jordaanoever en de Gazastrook). Het is onderdeel van het Ma'an Netwerk, een niet-gouvernementele organisatie, die actief is in de media. Bij het netwerk zijn negen tv-zenders en negen radiostations aangesloten, evenals vele onafhankelijke journalisten.
Ma'an News levert 24 uur per dag nieuws in zowel Arabisch, Hebreeuws als Engels.
Het hoofdkwartier van Ma'an is in Bethlehem en het heeft ook een kantoor in Gazastad.
Ma'an kwam tot stand met behulp van Nederlandse en Deense financiering.